# Stelocyon
Stelocyon es un género extinto de mesoniquios trisodóntido que vivieron durante el Daniense en Norteamérica.